# الدعوة للسياسات
يتم تعريف الدعوة السياسية على أنها دعم نشط أو سري أو غير مقصود لسياسة أو فئة معينة من السياسات. 
يمكن أن تشمل المناصرة مجموعة متنوعة من الأنشطة بما في ذلك الضغط والتقاضي والتعليم العام وتكوين علاقات مع الأطراف ذات الاهتمام. يمكن أن تتم الدعوة إلى السياسة من المستوى المحلي إلى حكومة الولاية أو الحكومة الفيدرالية. على سبيل المثال، دعت مجموعة مناصرة محلية في برونزويك، جورجيا، المدافعون عن الحياة البرية، إلى مرور ر. 5552 قانون حماية الطيور المهاجرة خلال عام 2020 عندما تم تقديم التراجع عن مشروع القانون من إدارة ترامب.على مستوى الدولة، يمكن أن تكون الدعوة للسياسة جهدا مشتركا بين مجموعات المناصرة. في الولايات المتحدة، خططت مجموعات المناصرة في جميع أنحاء البلاد لجهود مشتركة للحصول على قانون التقسيم الموحد لممتلكات الورثة (أببا) وقعت لتصبح قانونا في كل ولاية من ولاياتها وفي عام 2018 ، تم التوقيع على مشروع القانون ليصبح قانونا من قبل حاكم ولاية تكساس جريج أبوت مما يجعلها الولاية العاشرة لفرض هذا القانون.
العلماء كمدافعين عن السياسة
أحد مجالات الدعوة المثيرة للجدل هو عندما يتحول العلماء من دور العالم إلى دور المدافع عن السياسة. يعمل العلماء والمهندسون والخبراء الفنيون الآخرون أحيانا أيضا كمدافعين عن السياسة لسياستهم الشخصية أو تفضيلات سياسة صاحب العمل. من الشائع في الحكومات المحلية وحكومات الولايات والحكومات الفيدرالية العثور على علماء يعملون على الدفاع عن السياسة. على سبيل المثال، توفر العديد من المجموعات غير الربحية التي تركز على سياسة العلوم والدعوة في الولايات المتحدة مثل "الشبكة الوطنية لسياسة العلوم" أو المهندسين والعلماء الذين يعملون محليا (إسال) شبكات لجميع المهنيين في المرحلة المهنية في مجالات العلوم والتكنولوجيا والهندسة والرياضيات للمشاركة في الدعوة السياسية معا. يمكن النظر إلى الطرق الأخرى التي ينخرط بها محترفو العلوم والتكنولوجيا والهندسة والرياضيات في الدفاع عن السياسة كشهود خبراء ومتحدثين في اجتماعات لجنة الكونغرس بالولايات المتحدة في كل من مجلس النواب ومجلس الشيوخ، والتي يشرف العديد منها على الموضوعات العلمية والتكنولوجية مثل لجنة مجلس النواب للعلوم والفضاء والتكنولوجيا أو لجنة مجلس الشيوخ للطاقة والموارد الطبيعية. خلال اجتماعات اللجنة, سيجمع المشرعون خبراء من القطاعين العام والخاص لتقديم نظرة ثاقبة للقضية المطروحة ولماذا يجب أو لا ينبغي سن سياسة. سيقدم دعاة السياسة من جميع أنحاء الطيف السياسي دعاة السياسة الذين لديهم أوراق اعتماد علمية لعرض تفضيلاتهم السياسية.
من المسلم به أن توفير المعلومات التقنية والعلمية لإثراء المداولات المتعلقة بالسياسات بطريقة موضوعية وذات صلة يمثل مشكلة صعبة في العديد من المهن العلمية والتقنية. تمت دراسة التحدي والصراعات لأولئك الذين يعملون كمحللين للأسهم في شركات الوساطة، وللخبراء الطبيين الذين يشهدون في محاكمات سوء الممارسة، ولمسؤولي التمويل في وكالات التنمية الدولية، ولمحللي الاستخبارات داخل وكالات الأمن القومي الحكومية. مهمة توفير دقيقة وذات صلة, وتشكل المعلومات المحايدة للسياسة تحديا خاصا إذا كانت قضايا السياسة المثيرة للجدل (مثل تغير المناخ) التي لها عنصر علمي مهم. يعد استخدام العلماء للعلوم المعيارية طريقة شائعة تستخدم للدفاع بمهارة عن خيارات السياسة المفضلة. قد ينشأ تعارض مع إدارة مجلة علمية عندما يرغب بعض العلماء في تضمين تفضيلاتهم السياسية في مخطوطاتهم العلمية، بينما يؤكد المحررون والعلماء الآخرون أن المقالات العلمية يجب أن تظل محايدة في السياسة.
- كالدويل (2005). "مغازلة الخبير: صراع الثقافة?". المجلة البريطانية لأمراض الدم. 129 (6): 730–733. دوى: 10.1111 / ي.1365-2141.2005.05464.س. بميد 15952998.